# 梅尔森
梅尔森（荷蘭語：Meerssen）是荷蘭的一座城市和市镇，位於荷蘭東南部，在行政區劃上屬於林堡省。《梅尔森条约》於870年在這裡簽署。

## 外部連結
- 维基共享资源上的相關多媒體資源：梅尔森
- Official website （页面存档备份，存于）